# Franz Balthasar von Lindern

Franz Balthasar von Lindern

Franz Balthasar von Lindern (* 1. März 1682 in Bouxwiller (Bas-Rhin); † 25. April 1755 in Straßburg) war ein deutsch-französischer Arzt und Botaniker.

## Leben
Franz Balthasar von Lindern war eines von acht Kindern eines Apothekers. Nach dem Besuch des Gymnasiums im Heimatort studierte er ab 1700 in Straßburg, dann in Halle (Saale), Leipzig, Wittenberg, Erfurt und Jena. 1708 verfasste er seine Doktorschrift, zwei Jahre später eine Arbeit über Knochenerkrankungen. Dann kehrte er nach Straßburg zurück und lehrte an der medizinischen Fakultät Botanik, Chemie und Pharmakologie. 
Bekannt wurde er durch ein Buch über Geschlechtskrankheiten (Der Venus-Spiegel) und ein populäres Buch über häufige sonstige Krankheiten (Medizinischer Passe-partout). Diese Werke waren nicht, wie unter den Medizinern seiner Zeit üblich, in Lateinisch, sondern in allgemein verständlichem Deutsch geschrieben. Sie wurden deshalb auch von der weniger gebildeten Bevölkerung nachgefragt und erschienen in mehreren Auflagen.
Neben seiner Tätigkeit als Arzt und medizinischer Ratgeber war von Lindern ein begeisterter Botaniker. Er war Direktor des Botanischen Gartens in Straßburg und erforschte die Pflanzenwelt des Elsass. Im Jahr 1728 veröffentlichte er eine Flora des Elsass; die im Gebiet von Straßburg, Barr, Mutzig und Bouxwiller gefundenen 920 Pflanzenarten hatte er nach dem System von Joseph Pitton de Tournefort gegliedert. Deshalb trug das Buch den Titel Tournefortius Alsaticus. 1747 erschien eine zweite Auflage (Hortus alsaticus).

## Werke

Titelvignette und Gedichtanfang aus Linderns "Venus-Spiegel", einem Buch über Geschlechtskrankheiten (1743).

- Tournefortius Alsaticus cis et trans Rhenanus sive opusculum botanicum, ope cuius plantarum species, genera ac differentias praeprimis circa Argentoratum locis in vicinis cis et trans Rhenum sponte nascentes. Argentorati (= Straßburg), 1728.
- Speculum veneris noviter politum, das ist, neu ausgeputzter Venus-Spiegel, oder Beschreibung der meisten Venus-Kranckheiten. Straßburg, 1728. Weitere Auflagen: 1732, 1736, 1743 und 1750.
- Medicinischer Passe-partout, oder Hauptschlüssel aller und jeder Krankheiten des menschlichen Leibes, 2 Bände, Straßburg 1739 und 1741.
- Hortus Alsaticus. plantas in Alsatia nobili; inprimis circa Argentinam sponte provenientes, menstruo, quo singulae florent, ordine designans in usum botanophilorum excursiones facientium conscriptus. Argentorati (= Straßburg), 1747.

## Dedikationsnamen
Die Pflanzengattung Lindernia aus der Familie Linderniaceae erhielt ihren wissenschaftlichen Namen zu Ehren von Franz Balthasar von Lindern.